# Eulepidotis
Eulepidotis é um gênero de traça pertencente à família Arctiidae.